# Christopher Brookmyre

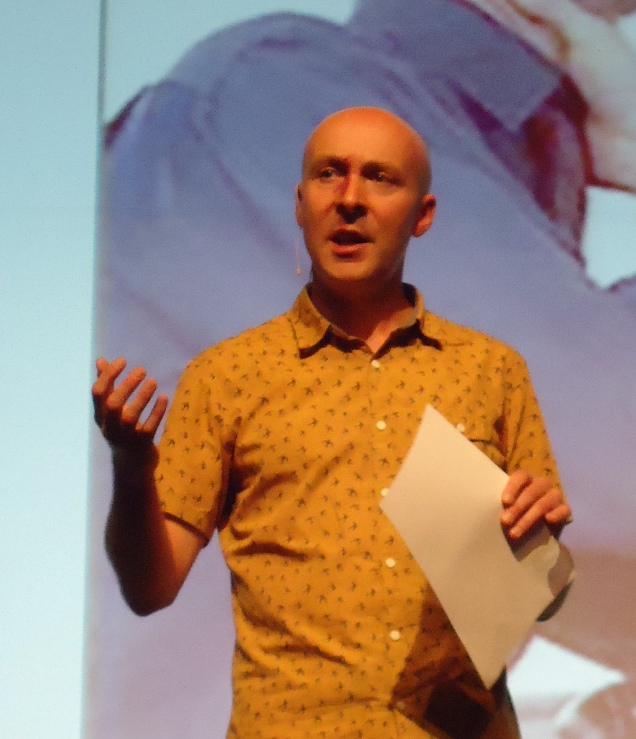
Christopher Brookmyre (2013)

Christopher Brookmyre (* 6. September 1968 in Glasgow, Schottland) ist ein schottischer Romanautor.

## Leben
Nach seinem 1989 abgeschlossenen Studium der englischen Literatur und Theaterwissenschaften an der Universität Glasgow arbeitete er als Journalist in London, Los Angeles und Edinburgh. Nach drei erfolglosen Anläufen wurde im Jahr 1996 sein erster Roman unter dem Titel Quite Ugly One Morning veröffentlicht. Hier tritt der Protagonist Jack Parlabane, die Hauptfigur in fünf seiner Bücher, erstmals in Erscheinung. Parlabane ist ein investigativer Journalist, der bei seinen Recherchen die Grenzen des Erlaubten sehr weit auslegt.
Alle Bücher von Brookmyre sind Thriller, die mit viel Satire und schwarzem Humor gewürzt sind. Sie stehen weniger in der Tradition der britischen Krimiautoren, sondern orientieren sich eher an amerikanischen Vorbildern wie Carl Hiaasen. Die Handlung dient häufig als Aufhänger für Kritik an Politik und Gesellschaft in Großbritannien.
Christopher Brookmyre ist mit der Medizinhistorikerin und ehemaligen Anästhesistin Marisa Haetzman verheiratet und Fan des schottischen Fußballclubs FC St. Mirren.
Zusammen mit seiner Frau veröffentlicht Brookmyre unter dem Pseudonym Ambrose Parry historische Kriminalromane.

## Auszeichnungen
- 1996 Critics' First Blood Award für Quite Ugly One Morning
- 1997 Crime Writers' Association Macallan Short Story Dagger
- 2000 Sherlock Award for Best Comic Detective für Boiling a Frog
- 2006 7th Bollinger Everyman Wodehouse Prize for Comic Fiction für All Fun and Games until Someone Loses an Eye

## Werke
- Quite Ugly One Morning. 1996
- Country of the Blind. 1997
- Not the End of the World. 1998
- One Fine Day in the Middle of the Night. 1999
- Boiling a Frog. 2000
- A Big Boy did it and Ran Away. 2001
  - Deutsche Ausgabe: Wer andern eine Bombe baut. Aus dem Englischen von Hannes Meyer. Galiani, Berlin 2018, ISBN 978-3-86971-163-8.
- The Sacred Art of Stealing. 2003
  - Deutsche Ausgabe: Die hohe Kunst des Bankraubs. Aus dem Englischen von Hannes Meyer. Galiani, Berlin 2013, ISBN 978-3-86971-077-8.
- Be My Enemy. 2004
- All Fun and Games until Somebody Loses an Eye. 2005
- A Tale Etched in Blood and Hard Black Pencil. 2006
- Attack of the Unsinkable Rubber Ducks 2007
  - Deutsche Ausgabe: Angriff der unsinkbaren Gummienten. Aus dem Englischen von Hannes Meyer. Galiani, Berlin 2014, ISBN 978-3-86971-097-6.
- A Snowball in Hell. 2008
- Pandaemonium. 2009
- Where The Bodies Are Buried. 2011
  - Deutsche Ausgabe: Wer schlafende Hunde weckt. Aus dem Englischen von Hannes Meyer. Galiani, Berlin 2012, ISBN 978-3-86971-063-1.
Dieselbe Übersetzung auch erhältlich als: Wo die Leichen liegen. Rowohlt, Hamburg 2014, ISBN 978-3-499-22231-3.
- When the Devil Drives. 2012
- Bedlam. 2013
- Flesh wounds. 2013
- Bred in the Bone. 2014
- Dead Girl Walking. 2015
- Black Widow. 2016
  - Deutsche Ausgabe: Dein Ende. Aus dem Englischen von Andrea O’Brien. Rowohlt, Hamburg 2019, ISBN 978-3-499-27493-0.
- Want You Gone. 2017
  - Deutsche Ausgabe: Dunkle Freunde. Aus dem Englischen von Karl-Heinz Ebnet. Rowohlt, Hamburg 2019, ISBN 978-3-499-27492-3.
- Places in the Darkness. 2017
- The Cut. 2021
- The Cliff House. 2022

Unter dem Pseudonym Ambrose Parry
- 2018: The Way of All Flesh
  - Die Tinktur des Todes. Deutsch von Hannes Meyer, Piper, München 2022, ISBN 978-3-492-30748-2.
- 2020: The Art of Dying
  - Das Gift der Lüge. Deutsch von Hannes Meyer, Piper, München 2022, ISBN 978-3-492-31829-7.
- 2021: Corruption of Blood
  - Die Essenz des Bösen. Deutsch von Hannes Meyer, Piper, München 2023, ISBN 978-3-492-06483-5.